# Hesperia (журнал)
Hesperia — научный журнал Американской школы классических наук в Афинах (ASCSA), посвящённый археологии, искусству, эпиграфике, истории и литературе Греции.
Журнал учреждён в 1932 году для публикации работ школы, которые ранее печатались в American Journal of Archaeology. Выходит ежекватрально.